# Memoriál Josefa Odložila 2021
Das Memoriál Josefa Odložila 2021 war eine Leichtathletik-Veranstaltung die am 7. Juni 2021 im Stadion Juliska in der tschechischen Hauptstadt Prag stattfand. Die Veranstaltung war Teil der World Athletics Continental Tour und zählte zu den Bronze-Meetings, der dritthöchsten Kategorie dieser Leichtathletik-Serie.

## Resultate

### Männer

#### 100 m
| Platz | Athlet              | Land | Zeit (s) |
| ----- | ------------------- | ---- | -------- |
| 1     | Emmanuel Matadi     | LBR  | 10,07    |
| 2     | Alonso Edward       | PAN  | 10,09 SB |
| 3     | Usheoritse Itsekiri | NGR  | 10,16 SB |
| 4     | Thando Dlodlo       | RSA  | 10,30    |
| 5     | Andrew Robertson    | GBR  | 10,31    |
| 6     | Zdeněk Stromšík     | CZE  | 10,32    |
| 7     | Dominik Kopeć       | POL  | 10,34    |
| 8     | Dominik Záleský     | CZE  | 10,62    |

Wind: +0,8 m/s

#### 400 m
| Platz | Athlet           | Land | Zeit (s) |
| ----- | ---------------- | ---- | -------- |
| 1     | Rabah Yousif     | GBR  | 46,40    |
| 2     | Patrik Šorm      | CZE  | 46,69    |
| 3     | Jan Tesař        | CZE  | 46,84 SB |
| 4     | Michal Desenský  | CZE  | 46,85    |
| 5     | Pavel Maslák     | CZE  | 46,91    |
| 6     | Batuhan Altıntaş | TUR  | 47,71    |
| 7     | Berend Koekemoer | RSA  | 48,14    |

#### 1500 m
| Platz                  | Athlet                      | Land | Zeit (min) |
| ---------------------- | --------------------------- | ---- | ---------- |
| 1                      | Boaz Kiprugut               | KEN  | 3:35,26    |
| 2                      | Brahim Kaazouzi             | MAR  | 3:36,01    |
| 3                      | Jakub Holuša                | CZE  | 3:36,19 SB |
| 4                      | George Mills                | GBR  | 3:36,42 PB |
| 5                      | Charles Philibert-Thiboutot | CAN  | 3:36,54    |
| 6                      | Baptiste Mischler           | FRA  | 3:36,69    |
| 7                      | Hamish Carson               | NZL  | 3:36,95 SB |
| 8                      | Johan Rogestedt             | SWE  | 3:37,57 SB |
| 9                      | Adama Dvořáček              | CZE  | 3:39,16 PB |
| 10                     | Jan Friš                    | CZE  | 3:39,18    |
| 11                     | Jakub Davidík               | CZE  | 3:42,24 SB |
| 12                     | Szymon Żywko                | POL  | 3:43,95    |
| 13                     | Daniel Kotyza               | CZE  | 3:47,30 SB |
|                        | Adam Czerwiński (Pacemaker) | POL  | DNF        |
| Jan Sýkora (Pacemaker) | CZE                         | DNF  |            |

#### 110 m Hürden
| Platz | Athlet           | Land | Zeit (s) |
| ----- | ---------------- | ---- | -------- |
| 1     | Shane Brathwaite | BAR  | 13,44 SB |
| 2     | Mikdat Sevler    | TUR  | 13,48 NR |
| 3     | Petr Svoboda     | CZE  | 13,53 SB |
| 4     | Erik Balnuweit   | GER  | 13,69    |
| 5     | Balázs Baji      | HUN  | 13,69 SB |
| 6     | Artur Noga       | POL  | 13,73 SB |
| 7     | Martin Vogel     | GER  | 13,74    |
| 8     | Tiaan Kleynhans  | RSA  | 13,74    |

Wind: +1,2 m/s

#### 400 m Hürden
| Platz | Athlet          | Land | Zeit (s) |
| ----- | --------------- | ---- | -------- |
| 1     | Quincy Downing  | USA  | 49,54    |
| 2     | Vít Müller      | CZE  | 49,77 SB |
| 3     | Mahdi Pirjahan  | IRN  | 49,81 SB |
| 4     | Máté Koroknai   | HUN  | 50,26    |
| 5     | Martin Tuček    | CZE  | 50,44 SB |
| 6     | Omar Cisneros   | CUB  | 50,72    |
| 7     | Wilfried Happio | FRA  | 50,75    |
| 8     | Matej Baluch    | SVK  | 51,99    |

#### Weitsprung
| Platz | Athlet             | Land | Weite (m) |
| ----- | ------------------ | ---- | --------- |
| 1     | Radek Juška        | CZE  | 8,11 SB   |
| 2     | Serhij Nykyforow   | UKR  | 7,78 SB   |
| 3     | Trumaine Jefferson | USA  | 7,73      |
| 4     | Mateusz Jopek      | POL  | 7,67 SB   |
| 5     | Andrzej Kuch       | POL  | 7,59      |
| 6     | Jakub Rusek        | CZE  | 7,44 PB   |
| 7     | Jiří Vondráček     | CZE  | 7,34 SB   |

#### Kugelstoßen
| Platz | Athlet            | Land | Weite (m) |
| ----- | ----------------- | ---- | --------- |
| 1     | Wictor Petersson  | SWE  | 20,58     |
| 2     | Bob Bertemes      | LUX  | 20,56     |
| 3     | Kyle Blignaut     | RSA  | 20,54     |
| 4     | Jakub Szyszkowski | POL  | 20,33     |
| 5     | Andrei Toader     | ROU  | 20,25     |
| 6     | Tomáš Staněk      | CZE  | 20,21 SB  |
| 7     | Dennis Lewke      | GER  | 18,60     |
| 8     | Tadeáš Procházka  | CZE  | 17,73 PB  |
|       | David Tupý        | CZE  | NM        |

#### Speerwurf
| Platz | Athlet              | Land | Weite (m) |
| ----- | ------------------- | ---- | --------- |
| 1     | Pawel Mjaleschka    | BLR  | 85,06 PB  |
| 2     | Aljaksej Katkawez   | BLR  | 82,91     |
| 3     | Vítězslav Veselý    | CZE  | 82,63 SB  |
| 4     | Gatis Čakšs         | LAT  | 80,62     |
| 5     | Rolands Štrobinders | LAT  | 79,70     |
| 6     | Cyprian Mrzygłod    | POL  | 77,07     |
| 7     | Johan Grobler       | RSA  | 76,63     |
| 8     | Martin Konečný      | CZE  | 74,64 PB  |
| 9     | Martin Florian      | CZE  | 72,98     |
| 10    | Petr Frydrych       | CZE  | 70,66     |
| 11    | Kryštof Kozač       | CZE  | 65,62     |

### Frauen

#### 200 m
| Platz | Athletin            | Land | Zeit (s)    |
| ----- | ------------------- | ---- | ----------- |
| 1     | Christine Mboma     | NAM  | 22,67 MR NR |
| 2     | Gina Bass           | GAM  | 22,76       |
| 3     | Beatrice Masilingi  | NAM  | 22,82       |
| 4     | Ashleigh Nelson     | GBR  | 23,19 SB    |
| 5     | Desirèe Henry       | GBR  | 23,30 SB    |
| 6     | Barbora Šplechtnová | CZE  | 23,71 PB    |
| 7     | Jusztina Csóti      | HUN  | 23,95       |
| 8     | Marcela Pírková     | CZE  | 24,21 SB    |

Wind: +0,8 m/s

#### 800 m
| Platz | Athletin            | Land | Zeit (min) |
| ----- | ------------------- | ---- | ---------- |
| 1     | Bianka Bartha-Kéri  | HUN  | 2:01,56    |
| 2     | Katie Snowden       | GBR  | 2:01,58 PB |
| 3     | Louise Shanahan     | IRL  | 2:01,99    |
| 4     | Georgie Hartigan    | IRL  | 2:02,13    |
| 5     | Isabelle Boffey     | GBR  | 2:02,55    |
| 6     | Diana Mezuliáníková | CZE  | 2:03,79    |
| 7     | Gabriela Gajanová   | SVK  | 2:04,20 SB |
| 8     | Vendula Hluchá      | CZE  | 2:05,75    |
| 9     | Gaël De Conick      | SWE  | 2:06,68 SB |
| 10    | Iveta Putalová      | SVK  | 2:07,01    |
| 11    | Pavla Štoudková     | CZE  | 2:09,50 SB |
|       | Kateřina Hálová     | CZE  | DNF        |

#### 100 m Hürden
| Platz | Athletin             | Land | Zeit (s)  |
| ----- | -------------------- | ---- | --------- |
| 1     | Klaudia Siciarz      | POL  | 12,90 SB  |
| 2     | Laëticia Bapté       | FRA  | 13,10 PB  |
| 3     | Gréta Kerekes        | HUN  | 13,12 PB  |
| 4     | Helena Jiranová      | CZE  | 13,19 =PB |
| 5     | Markéta Štolová      | CZE  | 13,29 SB  |
| 6     | Lucie Čuda Koudelová | CZE  | 13,32 SB  |
| 7     | Fanny Quenot         | FRA  | 13,32 =SB |
| 8     | Phylicia George      | CAN  | 13,76     |

Wind: +1,5 m/s

#### 400 m Hürden
| Platz | Athletin            | Land | Zeit (s) |
| ----- | ------------------- | ---- | -------- |
| 1     | Wiktorija Tkatschuk | UKR  | 55,10 SB |
| 2     | Vera Barbosa        | POR  | 57,32 SB |
| 3     | Marija Mykolenko    | UKR  | 57,62 PB |
| 4     | Line Kloster        | NOR  | 57,63    |
| 5     | Nikoleta Jíchová    | CZE  | 57,76    |
| 6     | Margo van Puyvelde  | BEL  | 58,10    |
| 7     | Markéta Štolová     | CZE  | 59,34 SB |

#### Hochsprung
| Platz | Athletin               | Land | Höhe (m) |
| ----- | ---------------------- | ---- | -------- |
| 1     | Julija Tschumatschenko | UKR  | 1,92 SB  |
| 2     | Alessia Trost          | ITA  | 1,88     |
| 3     | Levern Spencer         | LCA  | 1,88     |
| 4     | Oksana Okunjewa        | UKR  | 1,88 SB  |
| 5     | Michaela Hrubá         | CZE  | 1,84     |
| 6     | Nikki Manson           | GBR  | 1,80     |
| 7     | Denisa Pešová          | CZE  | 1,75     |

#### Stabhochsprung
| Platz | Athletin           | Land | Höhe (m) |
| ----- | ------------------ | ---- | -------- |
| 1     | Iryna Schuk        | BLR  | 4,65     |
| 2     | Maryna Kylypko     | UKR  | 4,45 SB  |
| 3     | Amálie Švábíková   | CZE  | 4,45 SB  |
| 4     | Jana Hladijtschuk  | UKR  | 4,35 =SB |
| 5     | Romana Maláčová    | CZE  | 4,35 SB  |
| 6     | Zuzana Pražáková   | CZE  | 4,25 =PB |
| 7     | Nikola Pöschlová   | CZE  | 4,25     |
| 8     | Chloé Henry        | BEL  | 4,15 SB  |
| 9     | Tereza Schejbalová | CZE  | 3,80     |
| 9     | Veronika Šebáková  | CZE  | 3,80     |
| 11    | Karolína Podlahová | CZE  | 3,80 SB  |

#### Speerwurf
| Platz | Athletin          | Land | Weite (m) |
| ----- | ----------------- | ---- | --------- |
| 1     | Barbora Špotáková | CZE  | 60,21     |
| 2     | Elina Tzengko     | GRC  | 57,92     |
| 3     | Martina Píšová    | CZE  | 57,76 SB  |
| 4     | Réka Szilágyi     | HUN  | 56,37     |
| 5     | Eda Tuğsuz        | TUR  | 56,35     |
| 6     | Jo-Ane van Dyk    | RSA  | 54,84     |
| 7     | Nikol Tabačková   | CZE  | 53,81     |
| 8     | Zahra Bani        | ITA  | 53,31     |